# Leucodon brachypus
Leucodon brachypus là một loài Rêu trong họ Leucodontaceae. Loài này được Brid. mô tả khoa học đầu tiên năm 1827.